# Трижды отсечённый икосаэдр
Три́жды отсечённый икоса́эдр — один из многогранников Джонсона (J63, по Залгаллеру — М7).
Составлен из 8 граней: 5 правильных треугольников и 3 правильных пятиугольников. Каждая пятиугольная грань окружена двумя пятиугольными и тремя треугольными; среди треугольных 1 грань окружена тремя пятиугольными, 1 грань — тремя треугольными, остальные 3 — двумя пятиугольными и треугольной.
Имеет 15 рёбер одинаковой длины. 3 ребра располагаются между двумя пятиугольными гранями, 3 ребра — между двумя треугольными, остальные 9 — между треугольной и пятиугольной.
У трижды отсечённого икосаэдра 9 вершин. В 6 вершинах (расположенных как вершины правильной усечённой треугольной пирамиды) сходятся две пятиугольных грани и одна треугольная; в остальных 3 (расположенных как вершины правильного треугольника) — одна пятиугольная и три треугольных.
Трижды отсечённый икосаэдр можно получить из икосаэдра, отсекши от того три правильных пятиугольных пирамиды (J2). Вершины полученного многогранника — 9 из 12 вершин икосаэдра, рёбра — 15 из 30 рёбер икосаэдра; отсюда ясно, что у трижды отсечённого икосаэдра тоже существуют описанная и полувписанная сферы, причём они совпадают с описанной и полувписанной сферами исходного икосаэдра.
Трижды отсечённый икосаэдр является вершинной фигурой курносого двадцатичетырёхъячейника.

## Метрические характеристики
Если трижды отсечённый икосаэдр имеет ребро длины {\displaystyle a}, его площадь поверхности и объём выражаются как
{\displaystyle S={\frac {1}{4}}\left(5{\sqrt {3}}+3{\sqrt {25+10{\sqrt {5}}}}\right)a^{2}\approx 7{,}3264957a^{2},}
{\displaystyle V={\frac {1}{24}}\left(15+7{\sqrt {5}}\right)a^{3}\approx 1{,}2771865a^{3}.}
Радиус описанной сферы (проходящей через все вершины многогранника) при этом будет равен
{\displaystyle R={\frac {1}{4}}{\sqrt {10+2{\sqrt {5}}}}\;a\approx 0{,}9510565a;}
радиус полувписанной сферы (касающейся всех рёбер в их серединах) —
{\displaystyle \rho ={\frac {1}{4}}\left(1+{\sqrt {5}}\right)a\approx 0{,}8090170a.}